# Llanetes
Llanetes är en ort i Mexiko.   Den ligger i kommunen Xichú och delstaten Guanajuato, i den centrala delen av landet, 230 km norr om huvudstaden Mexico City. Llanetes ligger 946 meter över havet och antalet invånare är 139.
Terrängen runt Llanetes är varierad. Llanetes ligger nere i en dal som går i nord-sydlig riktning. Runt Llanetes är det glesbefolkat, med 14 invånare per kvadratkilometer. Närmaste större samhälle är Xichú, 11,3 km sydväst om Llanetes. I omgivningarna runt Llanetes växer huvudsakligen savannskog.